# Wildspitze
A Wildspitze Észak-Tirol és az Ötz-völgyi-Alpok legmagasabb hegye. Két csúcsa van, a sziklás déli a magasabb, 3768 m. Ausztria második legmagasabb hegye a Großglockner után.